# جون هول (ممثل)
جون هول (بالإنجليزية: Jon Hall)‏ هو ممثل أمريكي بدأ مسيرته الفنية سنة 1935. امتدت مسيرته الفنية لأكثر من 30 عاما.

## الأعمال
- إعصار
- البحرية ضد الوحوش الليلة
- الليالي العربية

## روابط خارجية
- جون هال على موقع IMDb (الإنجليزية)
- جون هال على موقع ألو سيني (الفرنسية)
- جون هال على موقع أول موفي (الإنجليزية)
- جون هال على موقع قاعدة بيانات برودواي على الإنترنت (الإنجليزية)
- جون هال على موقع قاعدة بيانات الأفلام السويدية (السويدية)
- جون هال على موقع إن إن دي بي (الإنجليزية)
- جون هال على موقع قاعدة بيانات الفيلم (الإنجليزية)
- جون هال على موقع كينوبويسك (الروسية)